# Apamina
La apamina es una neurotoxina compuesta por un péptido de 18 aminoácidos que se encuentra en el veneno de las abejas. El veneno seco de abeja consiste en 2–3% de apamina. La apamina bloquea selectivamente los canales SK, un tipo de canales de K activados por Ca expresados en el sistema nervioso central. La toxicidad es causada por solo unos pocos aminoácidos, estos son la cisteina1, lisina4, arginina13, arginina14 e histidina18. Estos aminoácidos están implicados en la unión de la apamina al canal K+ activado por Ca2+. Debido a su especificidad por los canales SK, la apamina se usa como una droga en investigación biomédica para estudiar las propiedades eléctricas de los canales SK y su papel en la hiperpolarización posterior que ocurre inmediatamente luego de un potencial de acción.

## Estructura y sitio activo
La apamina es un polipéptido que posee una secuencia de aminoácidos de H-Cys-Asn-Cys-Lys-Ala-Pro-Glu-Thr-Ala-Leu-Cys-Ala-Arg-Arg-Cys-Gln-Gln-His-NH2 (secuencia de una letra CNCKAPETALCARRCQQH-NH2, con enlaces disulfuro entre Cys1-Cys11 y Cys3-Cys15). La apamina es muy rígida debido a los dos puentes disulfuro y los siete enlaces de hidrógeno. La estructura tridimensional de la apamina se ha estudiado con varias técnicas espectroscópicas: HNMR, dicroísmo circular, espectroscopia Raman, FT-IR. Se presume que la estructura consiste en una hélice alfa y giros beta, pero aún se desconoce la estructura exacta.
Por alteraciones locales es posible encontrar los aminoácidos que están involucrados en la toxicidad de la apamina. Fue encontrado por Vincent et al. que la guanidinación del grupo ε-amino de la lisina4 no disminuye la toxicidad. Cuando el grupo ε-amino de la lisina4 y el grupo α-amino de la cisteína1 se acetilan o se tratan con fluorescamina, la toxicidad disminuye con un factor de 2,5 y 2,8, respectivamente. Esta es solo una pequeña disminución, lo que indica que ni el grupo ε-amino de la lisina4 ni el grupo α-amino de la cisteína1 son esenciales para la toxicidad de la apamina. La glutamina7 se alteró mediante la formación de un enlace amida con éster etílico de glicina, lo que resultó en una disminución de la toxicidad de un factor de 2,0. La glutamina7 tampoco parece ser esencial para la toxicidad. Cuando la histidina18 se altera por carbetoxilación, la toxicidad disminuye solo por un factor de 2,6. Pero cuando la histidina18, el grupo ε-amino de la lisina4 y el grupo α-amino de la cisteína7 se carbetoxilan y la toxicidad acetilada disminuye drásticamente. Esto significa que estos tres aminoácidos no son esenciales para la toxicidad por sí solos, pero los tres combinados sí lo son. La alteración química de la arginina13 y la arginina14 mediante el tratamiento con 1,2-ciclohexanodiona y la escisión con tripsina reduce la toxicidad en un factor superior a 10. Los aminoácidos que provocan la toxicidad de la apamina son la cisteína1, la lisina4, la arginina13, la arginina14 y la histidina18.